# Otto Tomský

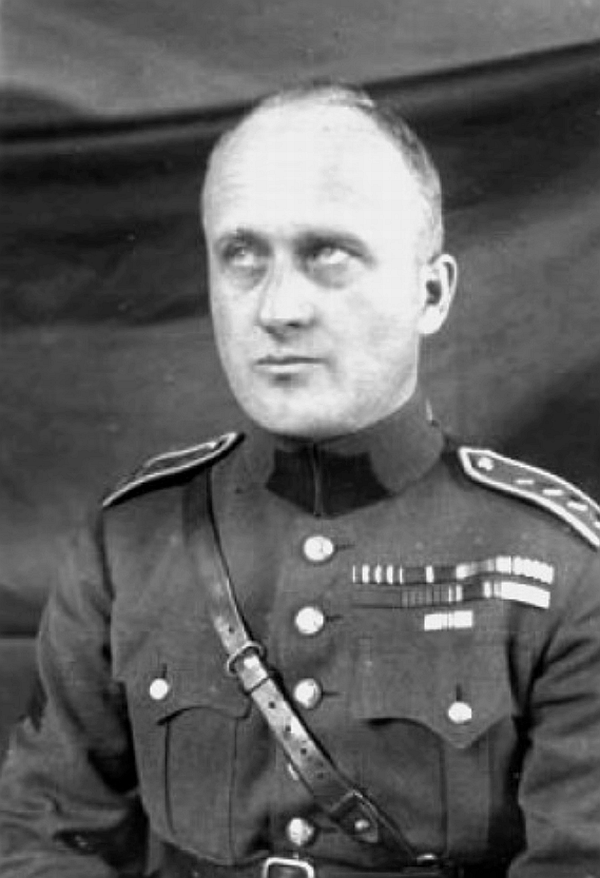
Plukovník (později generál) Josef Dvořák – zakladatel Vojenských telegrafních dílen (VTD) v Praze

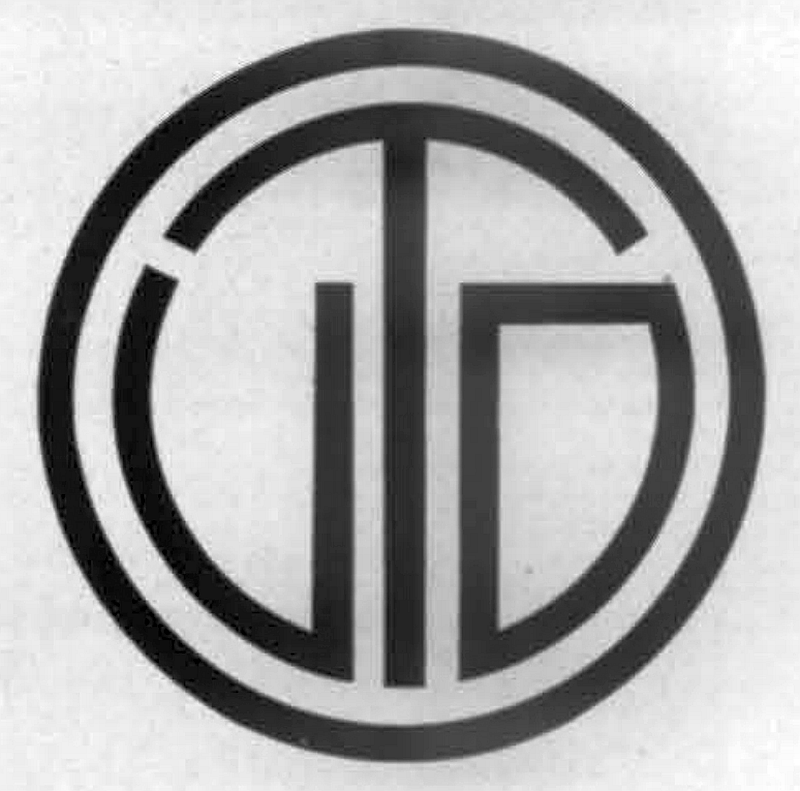
Znak Vojenských telegrafních dílen (VTD) užívaný mezi léty 1924 až 1939

Otto Tomský, někdy uváděn jako Ota, Oto, rodným příjmením Taussig (7. září 1890 Sedlec – 7. března 1944 nacistický koncentrační tábor Auschwitz II – Birkenau) byl důstojník prvorepublikové československé armády, který v letech 1924 až 1939 zastával funkci velitele (a ředitele) Vojenských telegrafních dílen (VTD) v Praze. Otto Tomský se podílel na výzkumu a vývoji první československé malé zákopové vojenské rádiové stanice „TRD“ (vzor 23). Vojenské telegrafní dílny Praha se staly základní prvorepublikovou platformou výzkumu a vývoje československé národní vojenské elektroniky. (Po druhé světové válce na činnost VTD navázal Vojenský technický ústav elektroniky.)    

## Život

### Rodinný původ a studia
Otto Tomský se narodil 7. září 1890 v Sedlci u Kutné Hory do rodiny správce Bedřicha Taussiga a jeho manželky Marie Taussigové. Středoškolské studium absolvoval na vyšším reálném gymnáziu v Kutné Hoře. Následovalo studium na vysoké škole technické ve švýcarském Zürichu (Ing.) a v Praze, kde byl 30. června 1923 promován a získal titul doktora přírodních věd (RNDr.) na Přírodovědecké fakultě Univerzity Karlovy. V rámci závěru studia složil 22. června 1923 vedlejší rigorózní zkoušku z filozofie exaktních věd a dne 26. června 1923 složil hlavní rigorózní zkoušku z aplikované a experimentální fyziky (téma závěrečné práce: "Radiotelefonie změnou intenzity topného proudu lampy elektronové").

### Působení v prvorepublikové armádě
Profesní uplatnění nalezl Otto Tomský v prvorepublikové československé armádě. Když přednosta 21. (telegrafního) oddělení Ministerstva národní obrany (MNO) a velitel telegrafního vojska plukovník Josef Dvořák zakládal (z pozice nadřízeného orgánu) v květnu 1923 v Praze Vojenské telegrafní dílny (VTD), stal se štábní kapitán RNDr. Ing. Otto Tomský prvním ředitelem (a velitelem) této organizace. Tuto funkci vykonával po celou dobu existence VTD tj. od roku 1924 až do německé okupace Čech a Moravy nacistickou armádou v březnu 1939. (Během této doby byla jeho hodnost postupně zvyšována, takže v roce 1939 končil svoje působení v Němci „rozpouštěné“ čs. armádě s vojenskou hodností plukovníka.) 
Pamětníci na RNDr. Ing. Otto Tomského vzpomínali jako na erudovaného vědeckého pracovníka a odborníka, který se např. sám podílel na vývoji a konstrukci první československé vojenské rádiové stanice „TRD“ (někdy označované jako „TRD-I“). 
Jedním z prvních výsledků výzkumné a vývojové činnosti nově vznikajících VTD bylo osm kusů malých zákopových radiových stanic „TRD“ určených pro zářijové armádní manévry v roce 1923. Jednalo se vůbec o první výrobek takovéhoto druhu a určení v Československu. Radiostanice byla pojmenována podle počátečních písmen příjmení svých tvůrců (řešitelů):
- T: štábní kapitán RNDr. Ing. Otto Tomský – ředitel VTD;
- R: štábní kapitán Ing. Jan Racek – zakladatel a vedoucí provozu (výroby) VTD;
- D: nadporučík Karel Deyl – absolvent Vysoké školy radiotelegrafní v Paříži, zakladatel a vedoucí laboratoří VTD.[5]

Při vojenských manévrech v prostoru poblíž Poličky se tento typ radiostanic osvědčil nejen svojí funkčností, ale hlavně jednoduchou obsluhou. Výrobek obstál v konkurenci s obdobnými zahraničními vzory a československá armáda si u VTD objednala sériovou výrobu těchto radiostanic pod označením „vzor 23“ (později pak její modernizovaná verze z roku 1928 nesla označení „vzor 28“) (Trojice výzkumníků a vývojářů Tomský – Deyl – Racek sehrála rozhodující roli v pozdějších dějinách VTD.) Dlouhovlnná vojenská radiová stanice TRD pracovala v pásmu od 500 do 1000 kHz ve dvou přepínatelných rozsazích. Při čelním pohledu se v její pravé části nacházel vestavěný vysílač „RV-1“, v levé části skříně radiového kompletu pak přijímač „RP-1“. Aby se předešlo vzájemnému vysokofrekvenčnímu ovlivňování přijímače vysílačem za provozu, bylo možno jednu z komponent z konstrukce radiové skříně vyjmout a tento „modul“ tak mohl (patřičně vzdálen od skříně) pracovat samostatně. 
V osobním životě byl Otto Tomský skromný; jako ředitel VTD v hodnosti plukovníka měl pobírat hodnostní (plukovnický) plat navýšený o složku platu za vykonávání ředitelské funkce, na kterou si ale nečinil nárok. Jako důstojník československé armády pomáhal i civilnímu vysokému školství. Krom jiného vykonával funkci člena komise pro státní zkoušky elektroinženýrského oboru na brněnské technice.

### Protektorát
Po nastolení protektorátu (po 15. březnu 1939) se německá represe proti českým vlastencům nevyhnula ani řadě příslušníků Vojenských telegrafních dílen. Rasový původ přivedl plukovníka Otto Tomského před povinnost nástupu k deportaci do Malé pevnosti Terezín. (Za protektorátu bydlel v Černošicích, ale pro transport se musel registrovat na Zbraslavi.) Dne 12. září 1942 byl transportem „Bg“ pod číslem 331 deportován z Prahy do Terezína. Odtud pak dne 6. září 1943 transportem „Dm“ pod číslem 3258 do nacistického koncentračního tábora Auschwitz II – Birkenau, kde 7. března 1944 zahynul v plynové komoře.

### Po druhé světové válce
Za svůj podíl na rozvoji československé radiotechniky byl RNDr. Ing. Otto Tomský jmenován in memoriam doktorem technických věd České vysoké školy technické v Brně. Byl také (in memoriam) povýšen z hodnosti plukovníka do hodnosti brigádního generála.

Radiostanice TRD
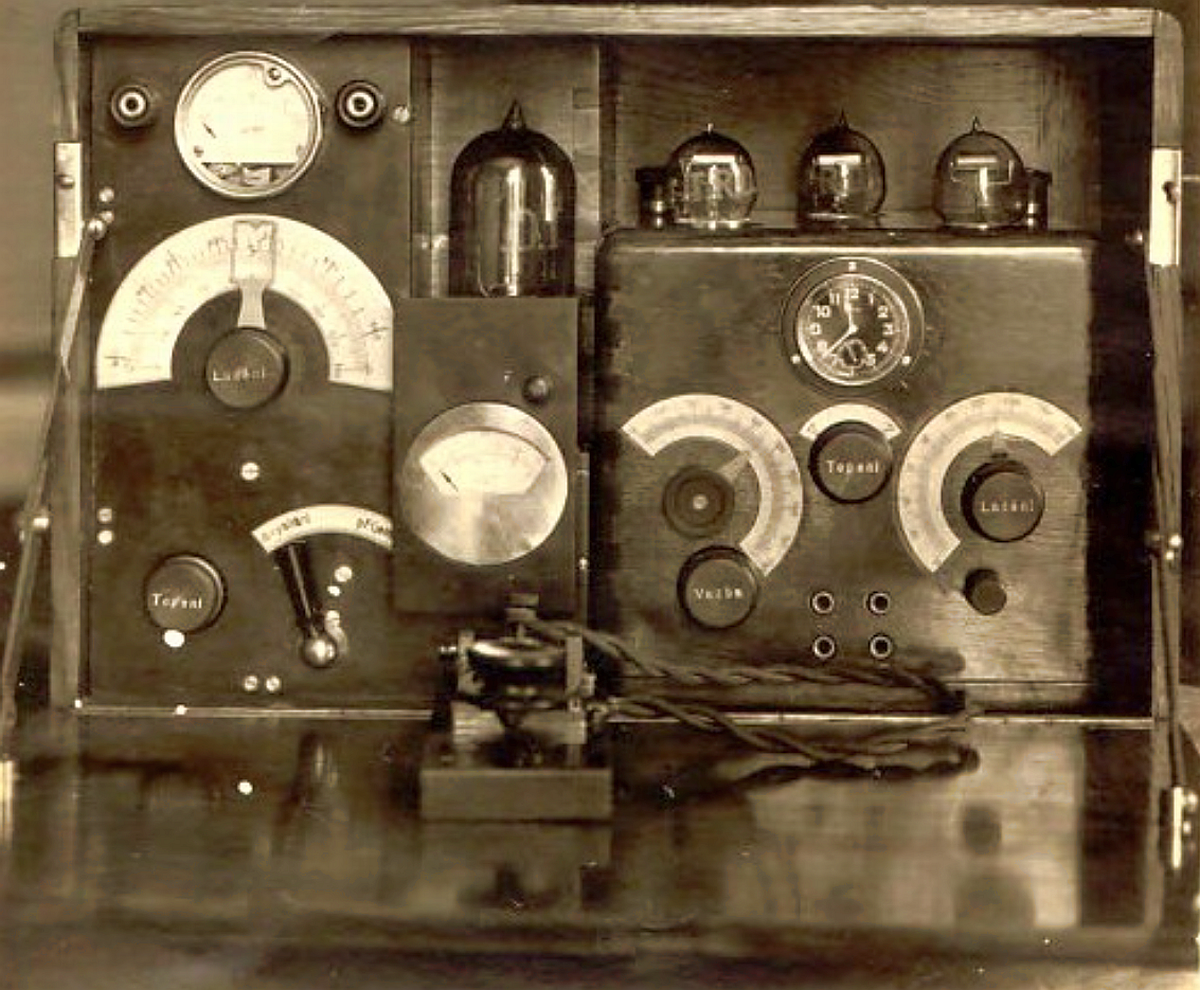
Prototyp radiové stanice
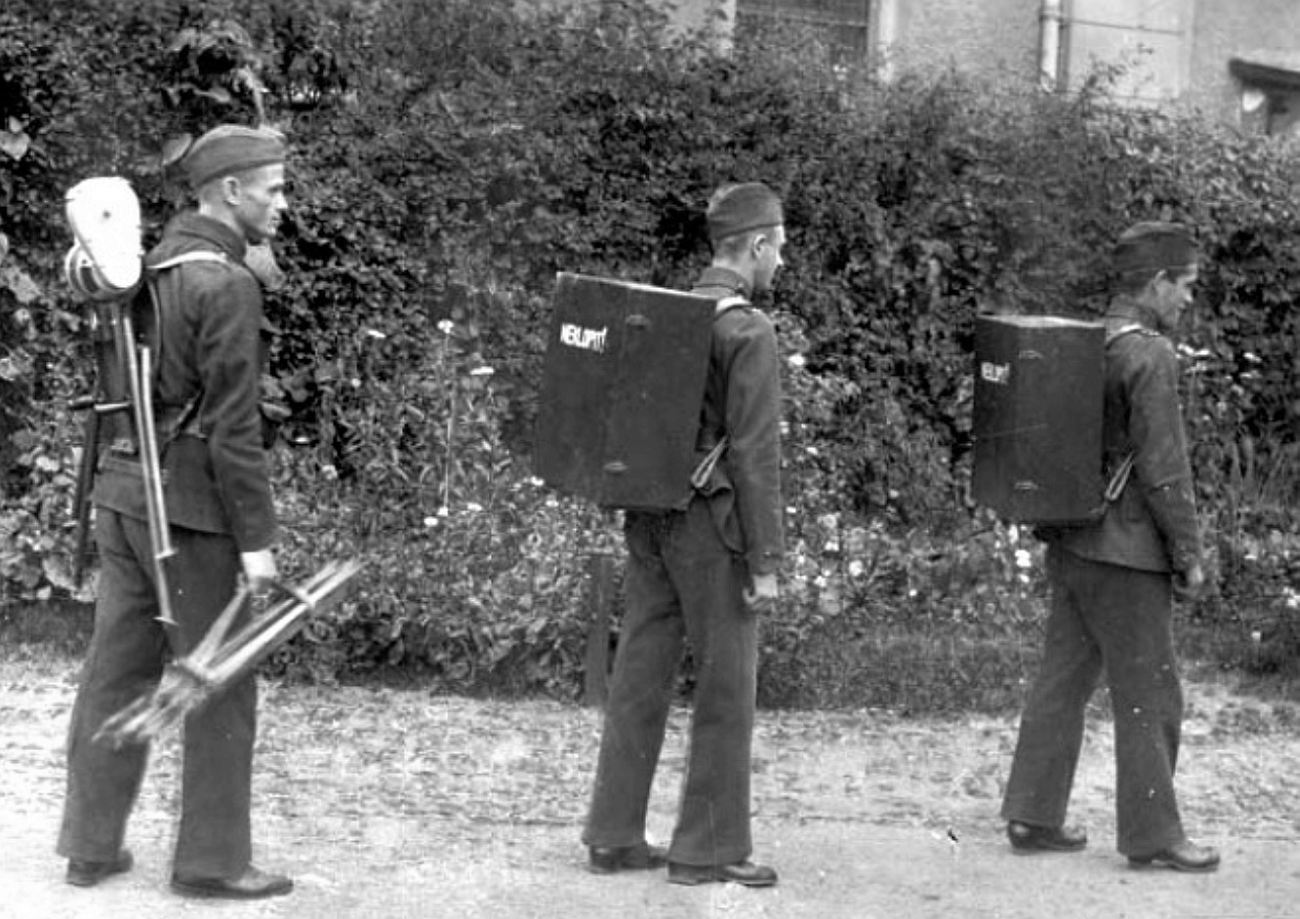
Přemísťování radiového kompletu (tři muži)
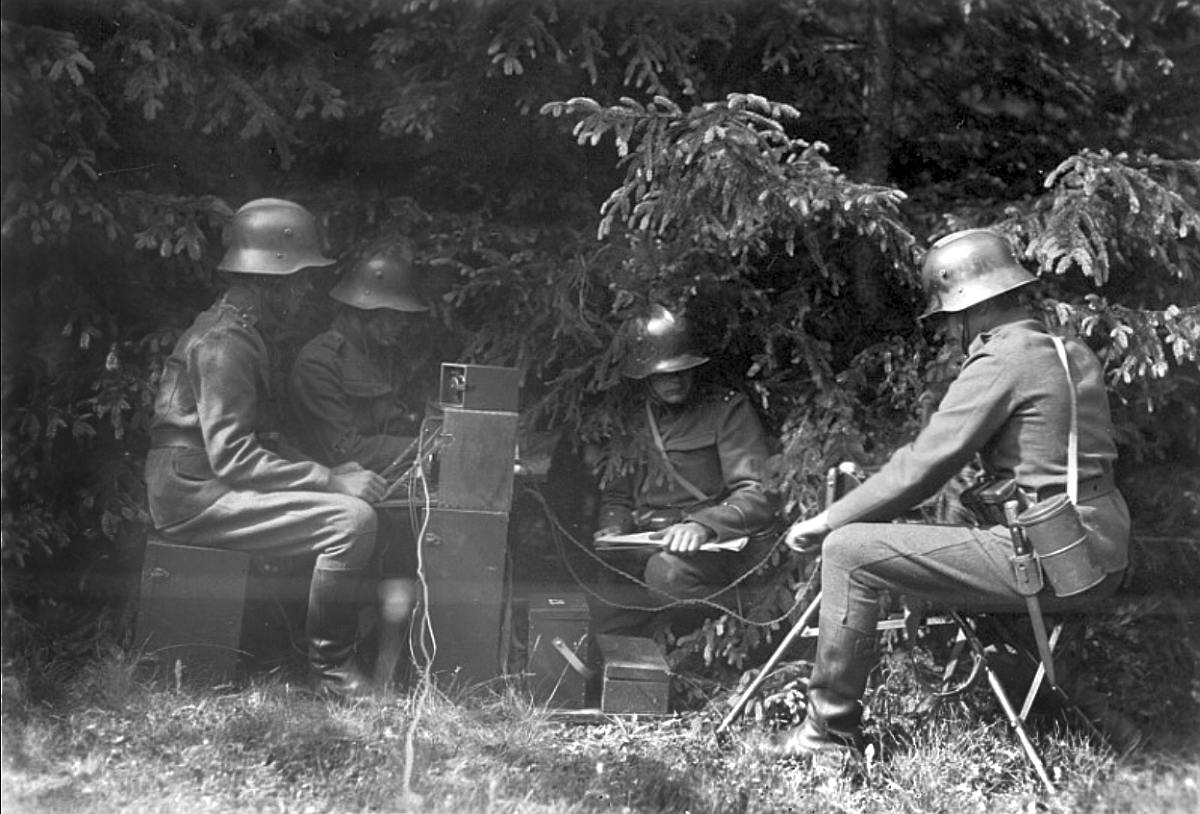
Rozvinutí a použití při výcviku v poli